# Annaclarice Almeida
Annaclarice Almeida é uma fotojornalista com mais de 15 anos de carreira, pernambucana, brasileira e vencedora do prêmio Troféu Mulher Imprensa em sua 10º edição no ano de 2014; venceu o prêmio na categoria repórter fotográfica de jornal ou revista. Amante da fotografia desde sua infância, pelo contato com seu pai, também fotógrafo.Trabalhou no jornal Diário de Pernambuco como editora de fotografia em 2008.
| “ | “O diferencial desse prêmio é que não é o nosso material fotográfico que é escolhido como vencedor, mas sim o próprio profissional. E isso é recompensador” | ” |

## Prêmios
- Prêmio Vladimir Herzog de Anistia e Direitos Humanos (2013) (venceu)
- Troféu Mulher Imprensa (2014)[3] (venceu)